# Protracheoniscus steinbergi
Protracheoniscus steinbergi is een pissebed uit de familie Trachelipodidae. De wetenschappelijke naam van de soort is voor het eerst geldig gepubliceerd in 1961 door Borutzkii.